# Route de l'Asile-National
La route de l'Asile-National est une voie située dans le 12e arrondissement de Paris, en France.

## Situation et accès
La route, située dans le bois de Vincennes, débute dans sa partie nord au prolongement de la chaussée de l'Étang au niveau de l'intersection avec l'avenue Daumesnil à la limite avec Saint-Mandé. La voie continue vers le sud pour terminer au niveau de l'avenue de Gravelle près de l'hôpital national de Saint-Maurice.

## Origine du nom

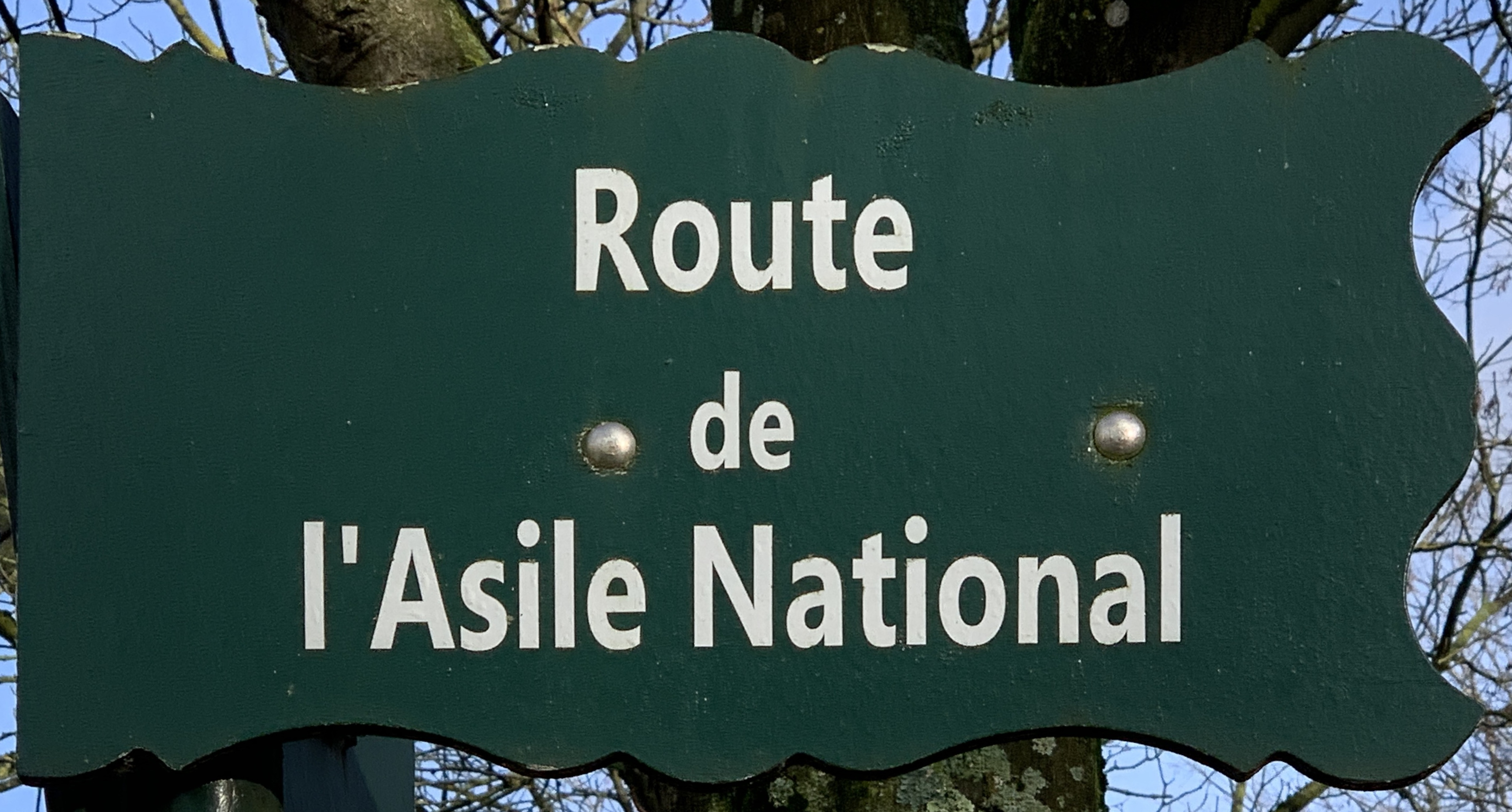
Plaque de la route.

La voie est nommée en référence à l'hôpital national de Saint-Maurice qui était auparavant l'asile impérial puis national de Vincennes.